# 가시마지촌
가시마지촌(鹿島路村)은 이시카와현 가시마군에 설치되었던 촌이다. 현재의 하쿠이시 북부에 해당한다.